# 2021 LL37
2021 LL37是一個巨大的海王星外天體，直徑約600公里（370英里）。
美國天文學家斯科特·謝潑德和查德·特魯希略於2021年6月12日使用位於智利托洛洛山美洲天文台暗能量相機發現2021 LL37，並於2022年5月31日宣布。2021 LL37被發現時距離太陽73.9天文單位，截至2022年5月，是已知距離太陽最遠的太陽系天體之一。早在2014年4月28日的影像中就已發現該天體。

## 外部連結
- 2021 LL37 at AstDyS-2, Asteroids—Dynamic Site
  - Ephemeris · Observation prediction · Orbital info · Proper elements · Observational info
- NASA JPL小天體瀏覽器上的2021 LL37